# Barrage de Saïano-Chouchensk
Le barrage de Saïano-Chouchensk ou centrale hydroélectrique de Saïano-Chouchensk (en russe : Сая́но-Шу́шенская гидроэлектроста́нция) est un barrage associé à une centrale hydroélectrique sur le Ienisseï près de Saïanogorsk, en Russie. Il est à l'origine du réservoir de Saïano-Chouchensk.
Bâtie dans les années 1970 par le pouvoir soviétique, la centrale hydroélectrique est, avec une puissance installée de 6 400 MW, la plus puissante de Russie et la onzième au monde. Elle est la propriété du groupe RusHydro.

## Caractéristiques

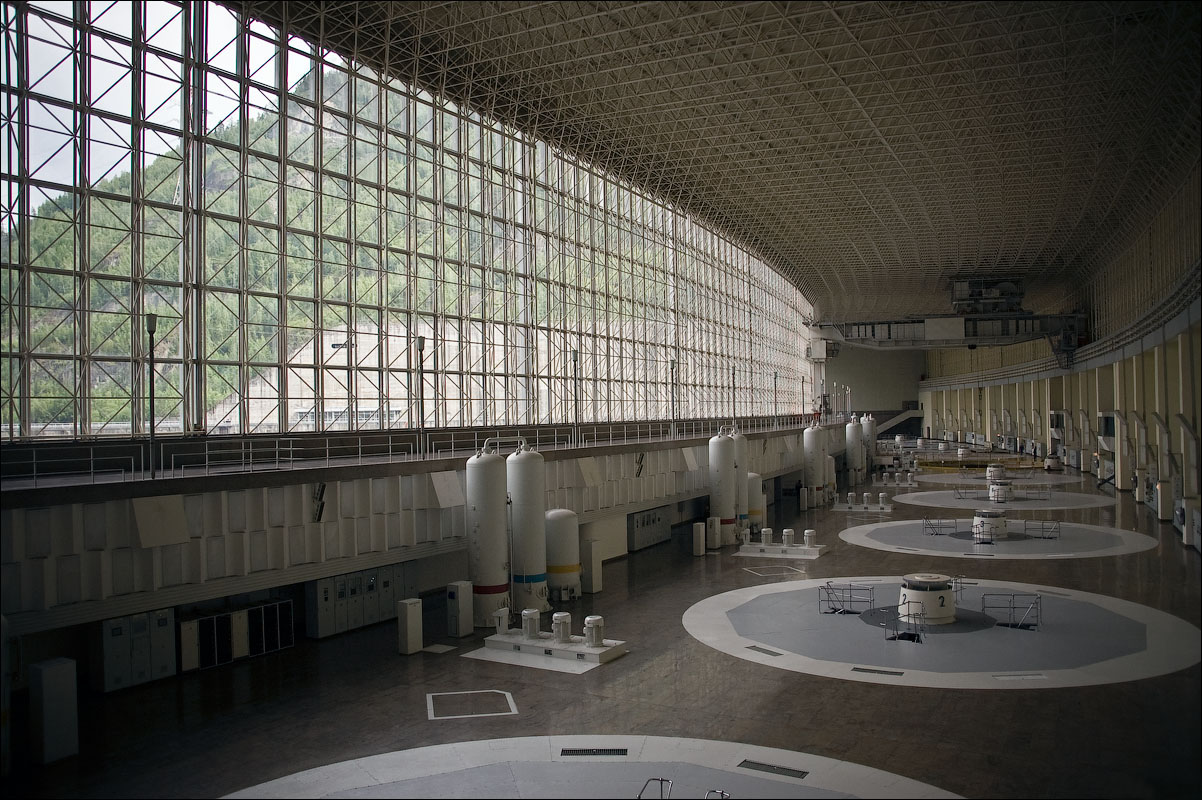
Hall des générateurs de la centrale de Saïano-Chouchensk.

### Barrage
Le complexe se compose d'un barrage poids-voûte haut de 245 m, long de 1 066 m et large de 110 m à la base et de 25 m au sommet. Le barrage comprend quatre segments : un segment de 246,1 m sur la rive gauche, la centrale (331,8 m), le déversoir (189,6 m) et un segment sur la rive droite de 298,5 m. L'eau exerce une pression de 30 millions de tonnes sur le barrage qui en absorbe 60 % par son poids ; le 40 % restant étant diffusé au roc des deux rives du fleuve.

### Centrale électrique
La centrale électrique comprend 10 turbines Francis РО-230/833-0-677 fabriquées par Leningradsky Metallichesky Zavod. D'une puissance de 640 MW à une hauteur de chute nominale de 194 m. La hauteur de chute maximale est de 220 m. Les turbines hydrauliques sont conçues pour fonctionner entre 175 et 215 et leur efficacité est de 95,8 pour cent. Le système est conçu pour augmenter la puissance de chaque unité à 720 MW sans reconstruction.

### Production électrique
Avec une puissance installée de 6 400 MW, cette centrale hydroélectrique était la plus puissante de Russie et se classait au sixième rang mondial des centrales hydroélectriques les plus puissantes avant l'accident du 17 août 2009 qui a endommagé 7 de ses 10 unités de production. Avant l'accident, elle produisait 15 % de l'énergie hydroélectrique et 2 % de l'électricité totale du pays, avec une production annuelle moyenne de 23 500 GWh. En raison des crues de l'été 2006, la centrale a produit 26 800 GWh. Saïano-Chouchensk fournissait le quart de la puissance installée de RusHydro,.

## Valeur économique
La station est le plus grand contributeur au pic de consommation maximale du réseau d’énergie unifié de la Russie. Plus de 70 % de la puissance électrique produite est consommée par les quatre fonderies de Rusal en Sibérie.
Dans les années de fortes précipitations, environ 1 600 à 2 000 GWh étaient perdus en raison de l'absence de capacité sur les lignes de transmission de haute tension, et une partie de l’eau était déviée des turbines. Pour éviter cela, une nouvelle usine d'aluminium fut mise en service le 15 décembre 2006.

## Histoire

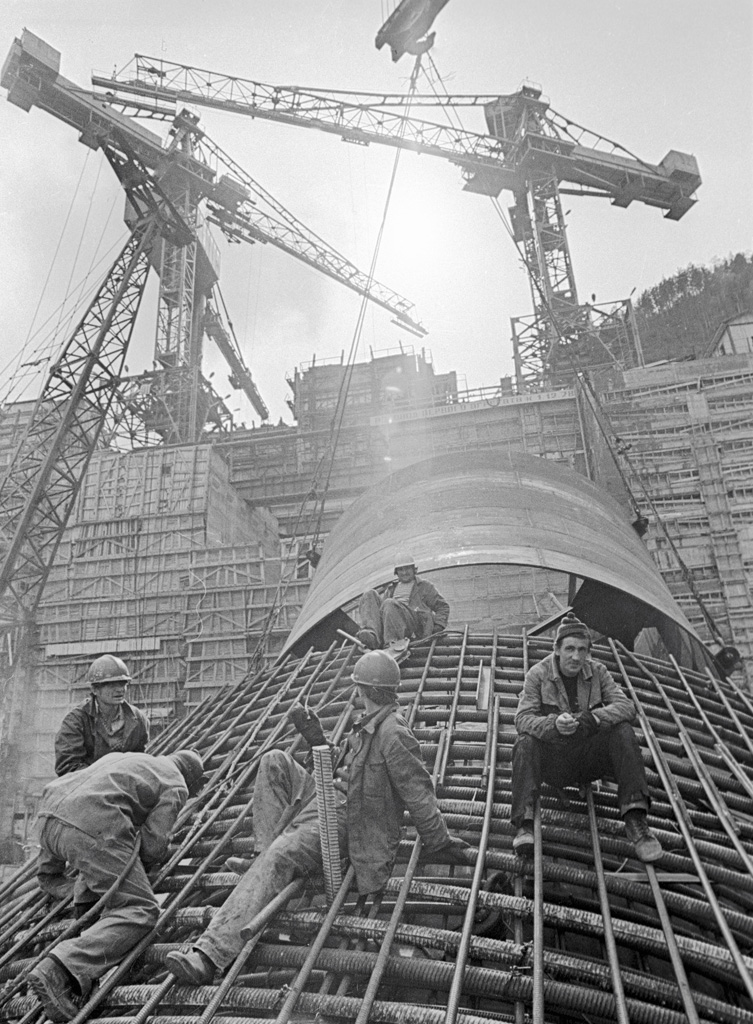
Construction du barrage de Saïano-Chouchensk en 1978

La décision de construire la centrale fut prise en 1960. La construction commença en 1968 et la centrale ouvrit en 1978. Elle fut partiellement reconstruite en 1987. L’usine fut conçue par la branche basée à Leningrad (aujourd'hui Saint-Pétersbourg) d'Hydroproject (Гидропроект Гидропроект), Lenhydroproject.
Après l'effondrement de l'Union soviétique, la centrale fut privatisée en 1993, RAO UES devenant le principal actionnaire. En avril 2003, le gouvernement de Khakassie, sur l'initiative du gouverneur Alexeï Lebed, intenta un procès pour invalider l'accord. En avril 2004, la cour d'arbitrage de Sibérie orientale invalida la transaction. Cependant, cette décision fut invalidée par la Cour suprême d'arbitrage.
La centrale ferma après l’accident du 17 août 2009. Certaines des vieilles turbines furent ensuite redémarrées temporairement, mais furent toutes remplacées l’une après l’autre par des équipements plus performants.

## Stabilité de l'ouvrage
En 1998, le ministère des Situations d'urgence russe affirma que la « station a[vait] dangereusement changé » et que le mur du barrage pourrait ne pas résister aux pressions croissantes répétitives des flots printaniers annuels,. Depuis que le sous-sol du barrage s’est affaibli, les 30 millions de tonnes de pression que l'eau exerce n’est plus actuellement divisés suivant le ratio 40/60 entre les appuis du barrage sur les rives et le soubassement du barrage (via son propre poids). La plus grande partie de la pression de l'eau (et probablement une partie du propre poids du barrage) est aujourd'hui reprise sur les rochers du rivage, bien que le barrage n’ayant pas été conçu pour résister à une telle répartition de pression.
Il y avait des problèmes avec l’augmentation des infiltrations d’eau dans la partie en béton du barrage. En 1993, la société française Saltenbash imprégna de résines le barrage réduisant les infiltrations et améliorant la situation. Plus tard, l'imprégnation fut répétée par des sociétés russes.
En 1996, le béton fut réparé du côté du réservoir entre les cotes 344 et 388 mètres. Au même moment, la base du barrage et ses appuis latéraux furent imprégnées pour diminuer les infiltrations d'eau.
En 2004, BBC Monitoring cita un rapport du journal de la télévision russe affirmant que les opérateurs du barrage avaient été forcés de construire une prise supplémentaire pour atténuer la pression due aux crues printanières.
Le 8 septembre 2009, la Chambre des comptes de la fédération de Russie révéla que la centrale avait été vérifiée en 2007 et que 85 % de tous les équipements technologiques nécessaires devait être remplacé. Une notification officielle fut envoyée au gouvernement et au Bureau du Procureur général.
Le 11 septembre 2009, RusHydro fit une annonce à propos de l'état du barrage, disant que le barrage n’était pas dangereux car il était équipé d’environ 11 000 capteurs dans 10 galeries longitudinales internes, et de fait toutes les sections de barrage étaient sous surveillance continue. Selon RusHydro, les déplacements du barrage sont une combinaison de déplacements, saisonniers et réversibles et irréversibles. Les déplacements se sont réduits au cours des dernières années. Le déplacement maximum (141,5 millimètres) fut enregistré en 2006 au niveau de la section centrale no 33 du barrage, ce qui, cependant était inférieur au maximum autorisé de 145,5 millimètres. Selon RusHydro, le déplacement entre les jambes d'ancrage et la salle des machines n’excède pas 2,3 millimètres, qui est inférieur à l’espace entre eux (50 millimètres), et donc le barrage ne vient pas s’appuyer sur la salle des machines. Ainsi, selon RusHydro, le barrage est construit pour des forces 2,4 fois plus élevées que les forces réelles qu’il subit réellement. Le déversoir est construit pour évacuer un débit maximale de 13 600 m3/s, le déversement réel maximal de l'eau peut atteindre en pratique de 7 000 à 7 500 m3/s, le déversement d’une quantité supérieure inonderait les villages en aval du barrage.

### Spéculations
L'évaluation officielle RusHydro, cependant, fut jugé trop optimiste par l'opposition. Le barrage, qui ne dispose pas de grandes structures de contrôle des inondations en amont, doit supporter la poussée des crues printanières. En raison d'un hiver neigeux et d’une fonte tardive, dans la première semaine de juin 2010, le débit de la crue du printemps atteignit environ deux fois la normale (culminant à 9 700 m3/s le 5 juin et devant rester autour de 7 000 m3/s durant les deuxième et troisième semaines de juin),. En raison de l'accident d’août 2009, seulement 2 des 10 turbines étaient en état de fonctionner et étaient capables d’évacuer seulement 690 m3/s d'eau. En conséquence, la plupart de l'eau arrivant dans le réservoir dut être vidangée via un déversoir mal conçu, qui avait auparavant déjà subi des dommages à la suite des inondations printanière de 1985 et de 1988. Le 8 juin, le flux traversant le déversoir était d’environ 5 000 m3/s. Bien qu'il serait possible d'augmenter le débit à 7 000 voire à 7 500 m3/s, une telle opération avait été jugée auparavant dangereuse pour la structure, car elle pourrait entraîner une nouvelle érosion des fondations, déjà affaiblies, du barrage alors même que le réservoir continuait à se remplir. Les dégâts se produiraient par l'impact direct de la chute d'eau sur le tremplin du déversoir (qui, une fois sa dalle en béton détruite, exposerait et éroderait le soubassement rocheux du barrage) ainsi que par d'intenses vibrations créées par la chute d'eau, que le barrage en béton, manquant d'armature en acier, n’est pas conçu pour supporter pendant des périodes prolongées. À cette date, une seule section du déversoir avait été achevée, et était en mesure d’évacuer seulement 2 000 m3/s d'eau. Le déversoir principal, probablement déjà usé et érodé par la glace épaisse de l'hiver 2009 sur le barrage, devait continuer à être exploité pendant un certain temps avant que les réparations ne fussent possibles.
Cette situation conduisit une partie de la population locale à signer la pétition demandant une vidange contrôlée du réservoir et la déconstruction du barrage, car les conséquences de sa rupture, si elle devait se produire, seraient catastrophiques. L'onde de crue résultante pourrait atteindre 50 à 200 mètres de haut près de la brèche et se déplacerait à 200 km/h, ce qui détruirait la centrale hydroélectrique Maynskaya, située en aval, en quelques minutes. La ville voisine de Saïanogorsk serait inondée en moins d'une demi-heure, et la région fortement peuplée comprenant Abakan et Minoussinsk (totalisant plus de 200 000 personnes) en 40 minutes à plusieurs heures. Après avoir atteint la centrale hydroélectrique de Krasnoïarsk plus en aval, l'onde de crue augmenterait le niveau de son réservoir d’environ 10 m, submergeant son barrage, détruisant les machines de la centrale. Si la rupture de ce barrage se produisait, la masse résultante d'eau pourrait balayer la ville de Krasnoïarsk et sa banlieue, inondant plus de 1 000 000 de personnes,,.

## Accidents

### Accident de 1979
Le 23 mai 1979, une inondation printanière entra dans la salle des machines et inonda la première unité en fonctionnement. La turbine fut redémarrée le 4 juillet 1979. Le barrage n’avait pas encore été achevé.

### Accident de 2009

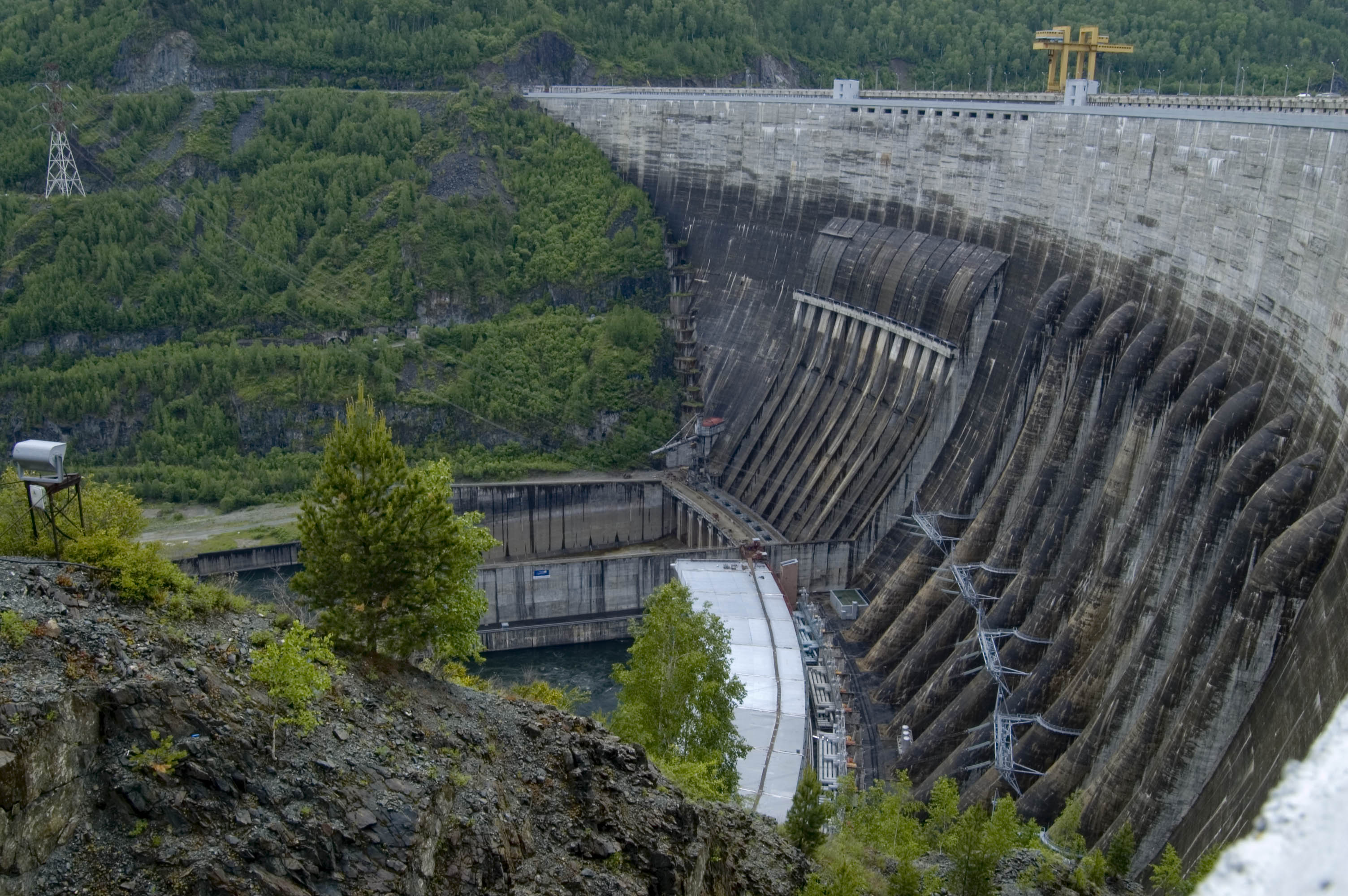
Centrale hydroélectrique de Saïano-Chouchensk en 2007.

Le drame de Saïano-Chouchensk est un accident survenu le 17 août 2009 dans la centrale hydroélectrique. Il a fait 75 morts, et mobilisé deux mille sauveteurs.
À 8 heures 15 (heure locale), la salle des machines est envahie par les eaux, du fait de la  destruction catastrophique de l'une des dix turbines. Cela conduisit à une panne de courant contraignant les usines de la région, notamment celles de l'industrie de l'aluminium, à mettre en marche leurs groupes diesel.
Le groupe russe RusHydro, qui gère la centrale, a versé un million de roubles à chacune des familles des victimes. Au-delà du coût humain, le coût de cette catastrophe s'élève à 22 millions d'euros.